# La Vie populaire
La Vie populaire est un périodique bi-hebdomadaire illustré français fondé en 1880.

## Historique
Le 28 février 1880, la société d'édition du Petit Parisien lance une revue au format magazine, La Vie populaire, avec des romans et des nouvelles, ainsi que de nombreuses illustrations. C'est un bi-hebdomadaire à 10 centimes et seize pages, qui connaît rapidement le succès.
Durant l'année 1889, le roman de Zola, La Bête humaine y paraît par épisodes.

## Directeurs
- Catulle Mendès

## Collaborateurs

### Écrivains
- Théodore de Banville
- Paul Bourget
- Alexandre Boutique
- François Coppée
- Georges Courteline
- Rodolphe Darzens
- Alphonse Daudet
- Marie-Edmond Höner
- Edmond Ladoucette
- Richard Lesclide
- Georges Lemoine
- Pierre Loti
- Jacques Madeleine
- Hector Malot
- Catulle Mendès
- Guy de Maupassant
- Octave Mirbeau
- Louis Mullem
- Jules Quesnay de Beaurepaire
(sous le pseudonyme de Jules de Glouvet)
- André Theuriet
- Auguste de Villiers de L'Isle-Adam
- Émile Zola

### Illustrateurs
- André Gill
- Alphonse Mucha
- Frédéric Régamey